# Chthamalus angustitergum
Chthamalus angustitergum är en kräftdjursart som beskrevs av Henry Augustus Pilsbry 1916. Chthamalus angustitergum ingår i släktet Chthamalus och familjen Chthamalidae. Inga underarter finns listade i Catalogue of Life.